# إنجر ماريا مالكه
إنجر ماريا مالكه (بالألمانية: Inger-Maria Mahlke) (و. 1977  م) هي كاتِبة، وقانونية ألمانية، ولدت في هامبورغ، شاركت في Ingeborg Bachmann Award 2012 ‏.

## التعليم
تعلمت في جامعة برلين الحرة.

## جوائز
حصلت على جوائز منها:
- Karl-Arnold-Preis  [لغات أخرى]‏ (2014)
- Open Mike Award  [لغات أخرى]‏ (2009).

## روابط خارجية
- إنجر ماريا مالكه على موقع مونزينجر (الألمانية)